# ایرج صفاتی دزفولی
ایرج صفاتی دزفولی (زادهٔ ۹ اسفند ۱۳۱۸ – درگذشتهٔ ۲۲ خرداد ۱۴۰۱) سیاست‌مدار ایرانی بود، که در دوره نخست و دوره پنجم مجلس شورای اسلامی به‌عنوان نماینده آبادان، از استان خوزستان در مجلس شورای اسلامی حضور داشت. او در ادوار دوم و سوم، رئیس دیوان محاسبات کشور بود. 
وی فعالیت سیاسی بر علیه رژیم شاهنشاهی را از اوایل دهه ۱۳۵۰ با عضویت در گروه منصورون آغاز کرد. صفاتی دزفولی از نجات‌یافتگان حادثه بمب‌گذاری در دفتر حزب جمهوری اسلامی در ۷ تیر ماه ۱۳۶۰ بود.